# БА-27
БА-27 је први совјетски оклопни аутомобил из периода пре Другог светског рата.

## Историја
С обзиром на велике удаљености у Русији, не изненађује што су оклопна кола била популарна током грађанског рата и касније. Прва совјетска оклопна кола БА-27 направљена су 1928. у Ижорском заводу, комбинацијом шасије првог совјетског камиона Ф-15 (руска верзија камиона Фијат-15) и куполе првог совјетског тенка Т-18. Од 1928. до 1931. произведено је око 215 возила.

## Карактеристике
Усавршена верзија, БА-27 модел 1928, користила је шасију камиона ГАЗ-А 4x2 од 1.5 тоне (руска верзија Форда-А, прављена по лиценци), а око 20 је добило шасију троосовинског камиона ГАЗ-ААА 6x4 од 2 тоне (БА-27М). Уочи рата 1941. око 200 возила је још било у служби: нека од заробљених користили су Немци током окупације.